# Shōnai-gawa
Le fleuve Shōnai (庄内川, Shōnai-gawa) est un cours d'eau qui traverse les préfectures de Aichi et de Gifu, au Japon. Son embouchure est située à Nagoya, en baie d'Ise, dans l'océan Pacifique.

## Toponymie
Avant l'époque d'Edo (1603 - 1868), le fleuve Shōnai portait divers noms selon les localités des provinces d'Owari et de Mino qu'il traversait : fleuve Toki, Tamano, Kachi, Bamba, Biwajima dans le hameau du même nom, etc. À l'ère Meiji (1868 - 1912), le toponyme Shōnai-gawa (庄内川, litt. « fleuve intérieur de hameaux ») est adopté, traduisant le fait que, durant le règne de la dynastie Tokugawa, le tracé du cours d'eau passait dans plusieurs hameaux. Le nom de « fleuve Toki » a cependant été conservé dans la préfecture de Gifu,,.

## Géographie
Le fleuve Shōnai, long de 96 km, prend sa source sur le versant nord-ouest du mont Yūdachi (727 m), dans le Centre de la ville d'Ena (préfecture de Gifu), sur l'île de Honshū, au Japon,,. Son cours principal se développe vers le nord-ouest et s'infléchit vers le sud-ouest dans le Nord d'Ena. Il traverse Mizunami d'est en ouest, le Nord de Toki et Tajimi du nord-est au sud. Entrant dans la préfecture d'Aichi, le fleuve Shōnai forme la frontière entre Kasugai et Seto, puis celle entre Kasugai et Moriyama-ku, un arrondissement du Nord-Est de Nagoya. Dans la capitale préfectorale, son cours s'oriente selon un axe plein sud, dans les arrondissements Nakagawa et Minato, avant que le fleuve n'atteigne son embouchure en baie d'Ise, dans l'océan Pacifique,.
Le bassin versant du fleuve Shōnai s'étend sur 1 010 km2 dans le Nord-Ouest de la préfecture d'Aichi et le Sud-Est de la préfecture de Gifu,.